# TNA Xディヴィジョン王座
TNA Xディヴィジョン王座（TNA X-Division Championship）は、TNAが管理、認定している王座。

## 歴史
2002年6月19日、TNAがTNA Xディヴィジョン王座を創設。
クルーザー級王座と見られがちだが厳密な体重規定というものはない。そのスタイルはプロレスの近未来形と言われて世界中から注目を集めており、メジャー団体化の切り札と言われていた。
王座争いの対象となる選手はハイフライヤー、危険なムーブを行う、いわゆるエクストリームな選手である。主にクルーザー級に相当する選手が挑戦している。また、ヘビー級に相当する選手も挑戦している。
2017年3月2日、団体名をインパクト・レスリングに改称したため、王座名をインパクトXディヴィジョン王座に変更。
2024年1月1日、団体名をTNAに戻したため、王座名をTNA Xディビジョン王座に戻した。

## 歴代王者
| 歴代               | 選手                            | 戴冠回数 | 獲得日付       | 獲得場所                             |
| ------------------ | ------------------------------- | -------- | -------------- | ------------------------------------ |
| 初代               | AJスタイルズ                    | 1        | 2002年6月19日  | アラバマ州バーミングハム             |
| 第2代              | ロウ・キー                      | 1        | 2002年8月7日   | テネシー州ナッシュビル               |
| 第3代              | ジェリー・リン                  | 1        | 2002年8月21日  | テネシー州ナッシュビル               |
| 第4代              | シックス・パック                | 1        | 2002年10月9日  | テネシー州ナッシュビル               |
| 第5代              | AJスタイルズ                    | 2        | 2002年10月23日 | テネシー州ナッシュビル               |
| 第6代              | ジェリー・リン                  | 2        | 2002年11月6日  | テネシー州ナッシュビル               |
| 第7代              | ソニー・シアキ                  | 1        | 2002年12月11日 | テネシー州ナッシュビル               |
| 第8代              | キッド・キャッシュ              | 1        | 2003年2月12日  | テネシー州ナッシュビル               |
| 第9代              | アメージング・レッド            | 1        | 2003年4月30日  | テネシー州ナッシュビル               |
| 第10代             | クリス・セイビン                | 1        | 2003年5月14日  | テネシー州ナッシュビル               |
| 第11代             | マイケル・シェーン              | 1        | 2003年8月20日  | テネシー州ナッシュビル               |
| 第12代             | クリス・セイビン                | 2        | 2004年1月7日   | テネシー州ナッシュビル               |
| 2004年3月25日返上  |                                 |          |                |                                      |
| 第13代             | カザリアン                      | 1        | 2004年3月31日  | テネシー州ナッシュビル               |
| 第14代             | AJスタイルズ                    | 3        | 2004年6月9日   | テネシー州ナッシュビル               |
| 第15代             | カザリアン & マイケル・シェーン | 2        | 2004年7月28日  | テネシー州ナッシュビル               |
| 第16代             | ピーティー・ウィリアムズ        | 1        | 2004年8月11日  | テネシー州ナッシュビル               |
| 第17代             | AJスタイルズ                    | 4        | 2005年1月16日  | フロリダ州オーランド                 |
| 第18代             | クリストファー・ダニエルズ      | 1        | 2005年3月13日  | フロリダ州オーランド                 |
| 第19代             | AJスタイルズ                    | 5        | 2005年9月11日  | フロリダ州オーランド                 |
| 第20代             | サモア・ジョー                  | 1        | 2005年12月11日 | フロリダ州オーランド                 |
| 第21代             | クリストファー・ダニエルズ      | 2        | 2006年3月12日  | フロリダ州オーランド                 |
| 第22代             | サモア・ジョー                  | 2        | 2006年4月13日  | フロリダ州オーランド                 |
| 第23代             | ロウ・キー                      | 2        | 2006年6月22日  | フロリダ州オーランド                 |
| 第24代             | クリス・セイビン                | 3        | 2006年10月22日 | ミシガン州デトロイト                 |
| 第25代             | AJスタイルズ                    | 6        | 2006年11月2日  | フロリダ州オーランド                 |
| 第26代             | クリストファー・ダニエルズ      | 3        | 2006年11月16日 | フロリダ州オーランド                 |
| 第27代             | クリス・セイビン                | 4        | 2007年1月14日  | フロリダ州オーランド                 |
| 第28代             | ジェイ・リーサル                | 1        | 2007年6月17日  | テネシー州ナッシュビル               |
| 第29代             | サモア・ジョー                  | 3        | 2007年6月21日  | フロリダ州オーランド                 |
| 第30代             | カート・アングル                | 1        | 2007年8月12日  | フロリダ州オーランド                 |
| 第31代             | ジェイ・リーサル                | 2        | 2007年9月9日   | フロリダ州オーランド                 |
| 第32代             | ジョニー・デバイン              | 1        | 2008年1月21日  | フロリダ州オーランド                 |
| 第33代             | ジェイ・リーサル                | 3        | 2008年2月10日  | サウスカロライナ州グリーンビル       |
| 第34代             | ピーティー・ウィリアムズ        | 2        | 2008年4月15日  | フロリダ州オーランド                 |
| 第35代             | シーク・アブドゥル・バシール    | 1        | 2008年9月14日  | カナダ・オンタリオ州オシャワ         |
| 第36代             | エリック・ヤング                | 1        | 2008年12月7日  | フロリダ州オーランド                 |
| 2008年12月7日剥奪  |                                 |          |                |                                      |
| 第37代             | アレックス・シェリー            | 1        | 2009年1月11日  | ノースカロライナ州シャーロット       |
| 第38代             | スーサイド                      | 3        | 2009年3月15日  | フロリダ州オーランド                 |
| 第39代             | ホミサイド                      | 1        | 2009年6月25日  | フロリダ州オーランド                 |
| 第40代             | サモア・ジョー                  | 4        | 2009年8月16日  | フロリダ州オーランド                 |
| 第41代             | アメージング・レッド            | 2        | 2009年10月5日  | フロリダ州オーランド                 |
| 第42代             | ダグ・ウィリアムス              | 1        | 2010年1月19日  | フロリダ州オーランド                 |
| 2010年4月18日剥奪  |                                 |          |                |                                      |
| 第43代             | カザリアン                      | 4        | 2010年4月18日  | ミズーリ州セントチャールズ           |
| 第44代             | ダグ・ウィリアムス              | 2        | 2010年5月16日  | フロリダ州オーランド                 |
| 第45代             | ジェイ・リーサル                | 4        | 2010年9月6日   | フロリダ州オーランド                 |
| 第46代             | アメージング・レッド            | 3        | 2010年9月23日  | ニューヨーク州ニューヨーク           |
| 第47代             | ジェイ・リーサル                | 5        | 2010年9月25日  | ニュージャージー州ローウェイ         |
| 第48代             | ロビーE                         | 1        | 2010年11月7日  | フロリダ州オーランド                 |
| 第49代             | ジェイ・リーサル                | 6        | 2010年12月7日  | フロリダ州オーランド                 |
| 第50代             | カザリアン                      | 4        | 2011年1月9日   | フロリダ州オーランド                 |
| 第51代             | アビス                          | 1        | 2011年5月16日  | フロリダ州オーランド                 |
| 第52代             | ブライアン・ケンドリック        | 1        | 2011年7月10日  | フロリダ州オーランド                 |
| 第53代             | オースチン・エリーズ            | 1        | 2011年9月11日  | フロリダ州オーランド                 |
| 2012年7月5日返上   |                                 |          |                |                                      |
| 第54代             | ジーマ・アイオン                | 1        | 2012年7月8日   | フロリダ州オーランド                 |
| 第55代             | ロブ・ヴァン・ダム              | 1        | 2012年10月14日 | アリゾナ州フェニックス               |
| 第56代             | ケニー・キング                  | 1        | 2013年2月28日  | フロリダ州オーランド                 |
| 第57代             | クリス・セイビン                | 5        | 2013年6月2日   | マサチューセッツ州ボストン           |
| 第58代             | オースチン・エリーズ            | 2        | 2013年6月20日  | フロリダ州オーランド                 |
| 第59代             | クリス・セイビン                | 6        | 2013年6月29日  | ネバダ州ラスベガス                   |
| 2013年6月29日返上  |                                 |          |                |                                      |
| 第60代             | マニック                        | 1        | 2013年7月18日  | ケンタッキー州ルイビル               |
| 第61代             | クリス・セイビン                | 7        | 2013年10月20日 | カリフォルニア州サンディエゴ         |
| 第62代             | オースチン・エリーズ            | 3        | 2013年11月23日 | フロリダ州オーランド                 |
| 第63代             | クリス・セイビン                | 8        | 2013年12月5日  | フロリダ州オーランド                 |
| 第64代             | オースチン・エリーズ            | 4        | 2014年1月16日  | アラバマ州ハンツビル                 |
| 第65代             | 真田聖也                        | 1        | 2014年3月2日   | 両国国技館                           |
| 第66代             | オースチン・エリーズ            | 5        | 2014年6月20日  | ペンシルベニア州ベスレヘム           |
| 2014年6月25日返上  |                                 |          |                |                                      |
| 第67代             | サモア・ジョー                  | 5        | 2014年6月26日  | ニューヨーク州ニューヨーク           |
| 2014年9月19日返上  |                                 |          |                |                                      |
| 第68代             | ロウ・キー                      | 3        | 2014年9月19日  | ペンシルベニア州ベスレヘム           |
| 第69代             | オースチン・エリーズ            | 6        | 2015年1月7日   | ニューヨーク州ニューヨーク           |
| 第70代             | ロウ・キー                      | 4        | 2015年1月8日   | ニューヨーク州ニューヨーク           |
| 第71代             | ロックスター・スパッド          | 1        | 2015年1月31日  | イギリス・ロンドン                   |
| 第72代             | ケニー・キング                  | 2        | 2015年3月15日  | フロリダ州オーランド                 |
| 第73代             | ロックスター・スパッド          | 2        | 2015年5月10日  | フロリダ州オーランド                 |
| 2015年5月10日返上  |                                 |          |                |                                      |
| 第74代             | ティグレ・ウノ                  | 1        | 2015年6月24日  | フロリダ州オーランド                 |
| 第75代             | トレバー・リー                  | 1        | 2016年1月9日   | ペンシルベニア州ベツレヘム           |
| 第76代             | エディ・エドワーズ              | 1        | 2016年6月12日  | フロリダ州オーランド                 |
| 第77代             | マイク・ベネット                | 1        | 2016年6月14日  | フロリダ州オーランド                 |
| 第78代             | エディ・エドワーズ              | 2        | 2016年6月15日  | フロリダ州オーランド                 |
| 第79代             | ボビー・ラシュリー              | 1        | 2016年7月13日  | フロリダ州オーランド                 |
| 2016年8月12日返上  |                                 |          |                |                                      |
| 第80代             | DJ Z                            | 2        | 2016年8月13日  | フロリダ州オーランド                 |
| 第81代             | トレバー・リー                  | 2        | 2017年1月8日   | フロリダ州オーランド                 |
| 第82代             | ロウ・キー                      | 5        | 2017年4月20日  | フロリダ州オーランド                 |
| 第83代             | サンジェイ・ダット              | 1        | 2017年5月30日  | インド・マハーラーシュトラ州ムンバイ |
| 第84代             | トレバー・リー                  | 3        | 2017年8月19日  | フロリダ州オーランド                 |
| 第85代             | 石森太二                        | 1        | 2017年11月9日  | カナダ・オンタリオ州オタワ           |
| 第86代             | マット・サイダル                | 1        | 2018年1月12日  | フロリダ州オーランド                 |
| 第87代             | ブライアン・ケイジ              | 1        | 2018年7月22日  | カナダ・オンタリオ州トロント         |
| 2018年11月11日返上 |                                 |          |                |                                      |
| 第88代             | リッチ・スワン                  | 1        | 2019年1月6日   | テネシー州ナッシュビル               |
| 第89代             | ジェイク・クリスト              | 1        | 2019年7月19日  | カナダ・オンタリオ州ウィンザー       |
| 第90代             | エース・オースチン              | 1        | 2019年10月20日 | イリノイ州ヴィラパーク               |
| 第91代             | ウィリー・マック                | 1        | 2020年4月21日  | テネシー州ナッシュビル               |
| 第92代             | クリス・ベイ                    | 1        | 2020年7月18日  | テネシー州ナッシュビル               |
| 第93代             | ロヒット・ラジュ                | 1        | 2020年8月14日  | テネシー州ナッシュビル               |
| 第94代             | マニック                        | 2        | 2020年12月12日 | テネシー州ナッシュビル               |
| 第95代             | エース・オースチン              | 2        | 2021年3月13日  | テネシー州ナッシュビル               |
| 第96代             | ジョシュ・アレキサンダー        | 1        | 2021年4月25日  | テネシー州ナッシュビル               |
| 2021年9月23日返上  |                                 |          |                |                                      |
| 第97代             | トレイ・ミゲル                  | 1        | 2021年10月23日 | ネバダ州ラスベガス                   |
| 第98代             | エース・オースチン              | 3        | 2022年4月23日  | ニューヨーク州ポキプシー             |
| 第99代             | マイク・ベイリー                | 1        | 2022年6月19日  | テネシー州ナッシュビル               |
| 第100代            | フランキー・カザリアン          | 6        | 2022年10月7日  | ニューヨーク州オールバニ             |
| 2022年10月8日返上  |                                 |          |                |                                      |
| 第101代            | トレイ・ミゲル                  | 2        | 2022年11月18日 | ケンタッキー州ルイビル               |
| 第102代            | クリス・セイビン                | 9        | 2023年6月9日   | オハイオ州コロンバス                 |
| 第103代            | リオ・ラッシュ                  | 1        | 2023年7月15日  | カナダ・オンタリオ州ウィンザー       |
| 第104代            | クリス・セイビン                | 10       | 2023年9月9日   | ニューヨーク州ホワイト・プレインズ   |
| 第105代            | ムスタファ・アリ                | 1        | 2024年2月23日  | カリフォルニア州ロサンゼルス         |
| 第106代            | マイク・ベイリー                | 2        | 2024年7月20日  | カナダ・ケベック州モントリオール     |
| 第107代            | ザッカリー・ウェンツ            | 1        | 2024年8月30日  | ケンタッキー州ルイビル               |
| 第108代            | マイク・ベイリー                | 3        | 2024年9月13日  | テキサス州サンアントニオ             |
| 第109代            | ムース                          | 1        | 2024年10月27日 | ミシガン州デトロイト                 |